# Carreg Cennen Castle

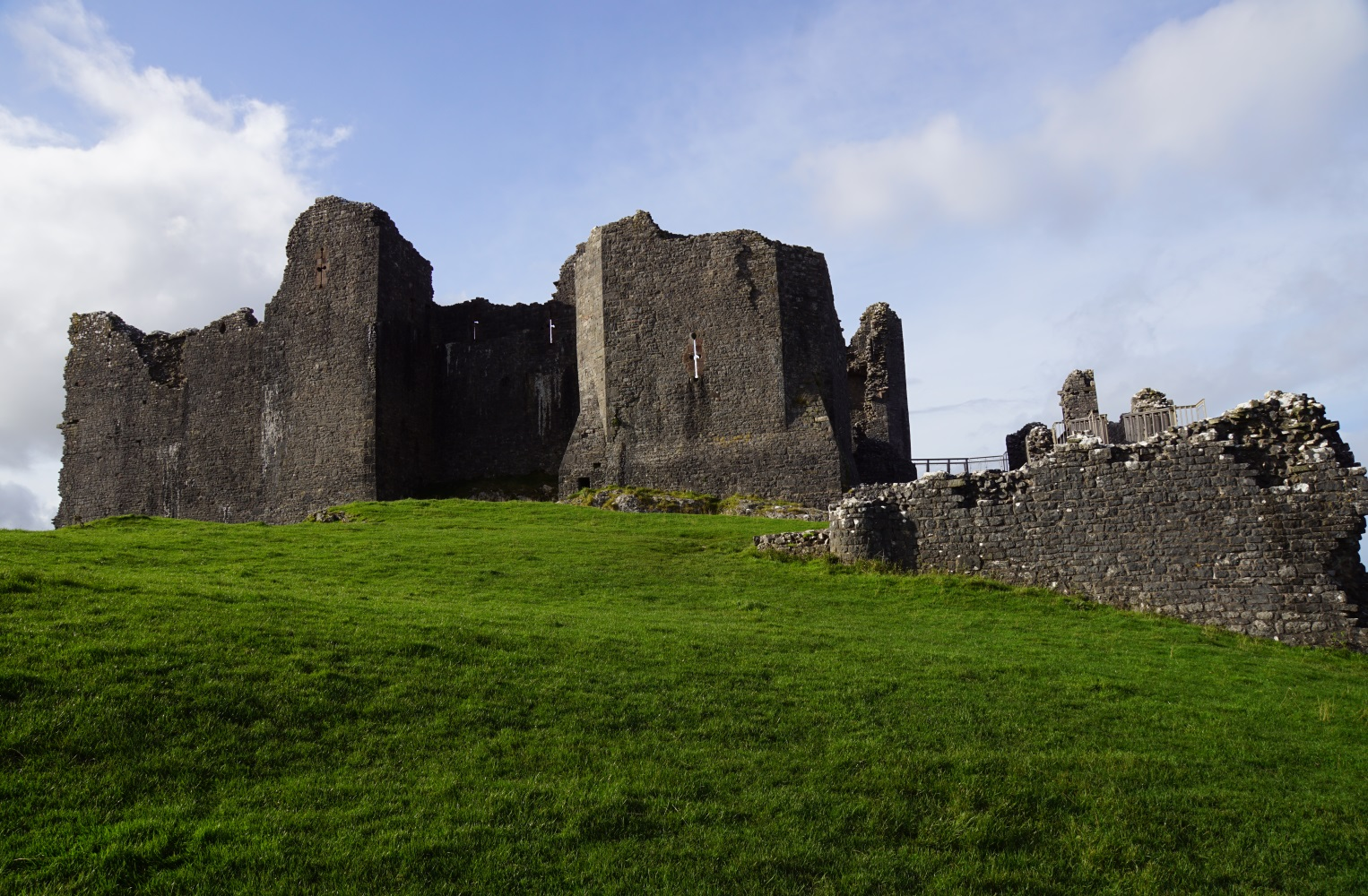
Carreg Cennen Castle, oostzijde, gezien vanuit de outer ward. Rechts vooraan de barbacane.

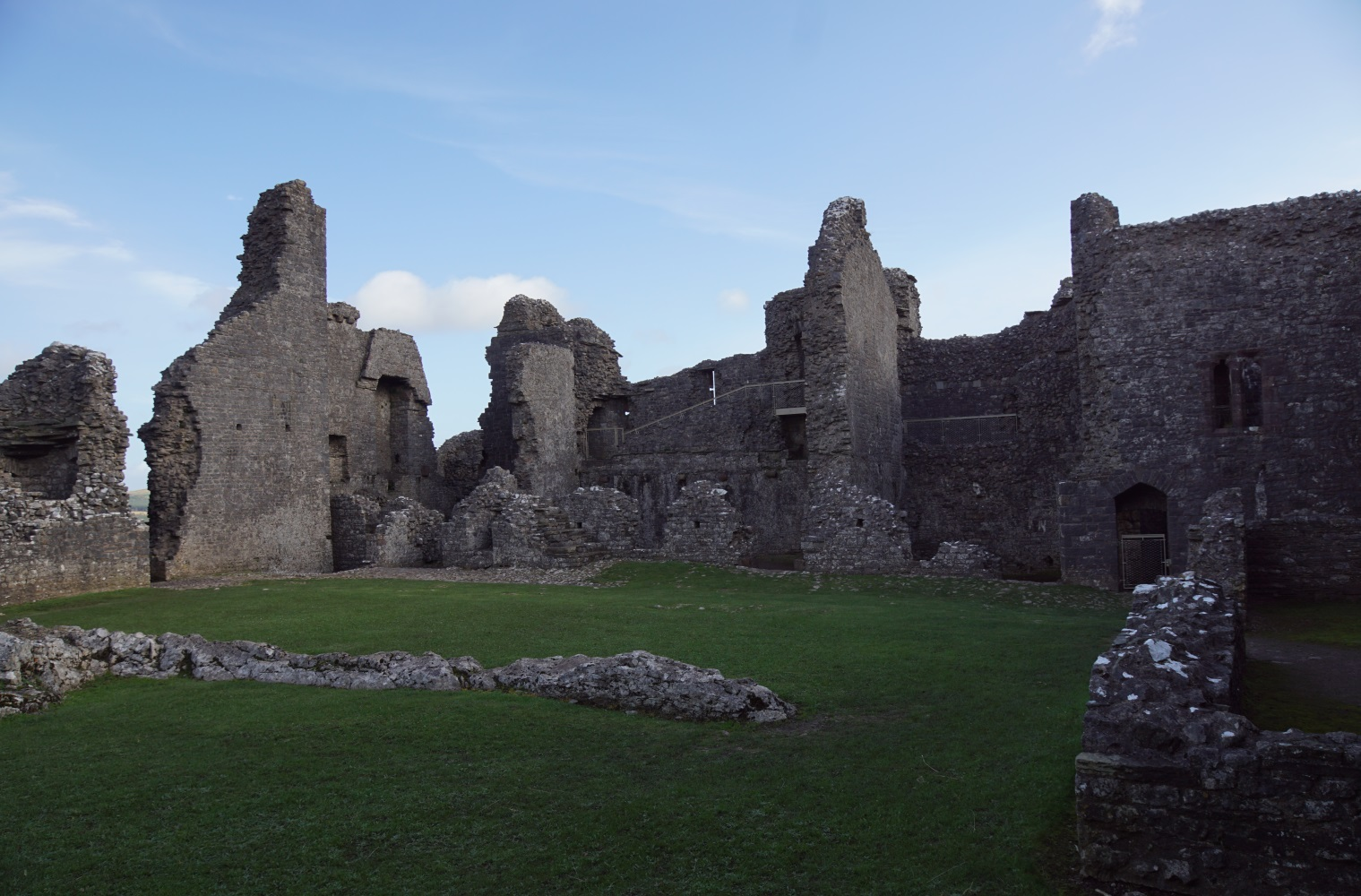
De inner ward vanuit de zuidwestelijke hoek gezien. De oostelijke zijde was bebouwd met op de eerste verdieping (van links naar rechts) de keuken, de hal en de twee kamers van de kasteelheer.

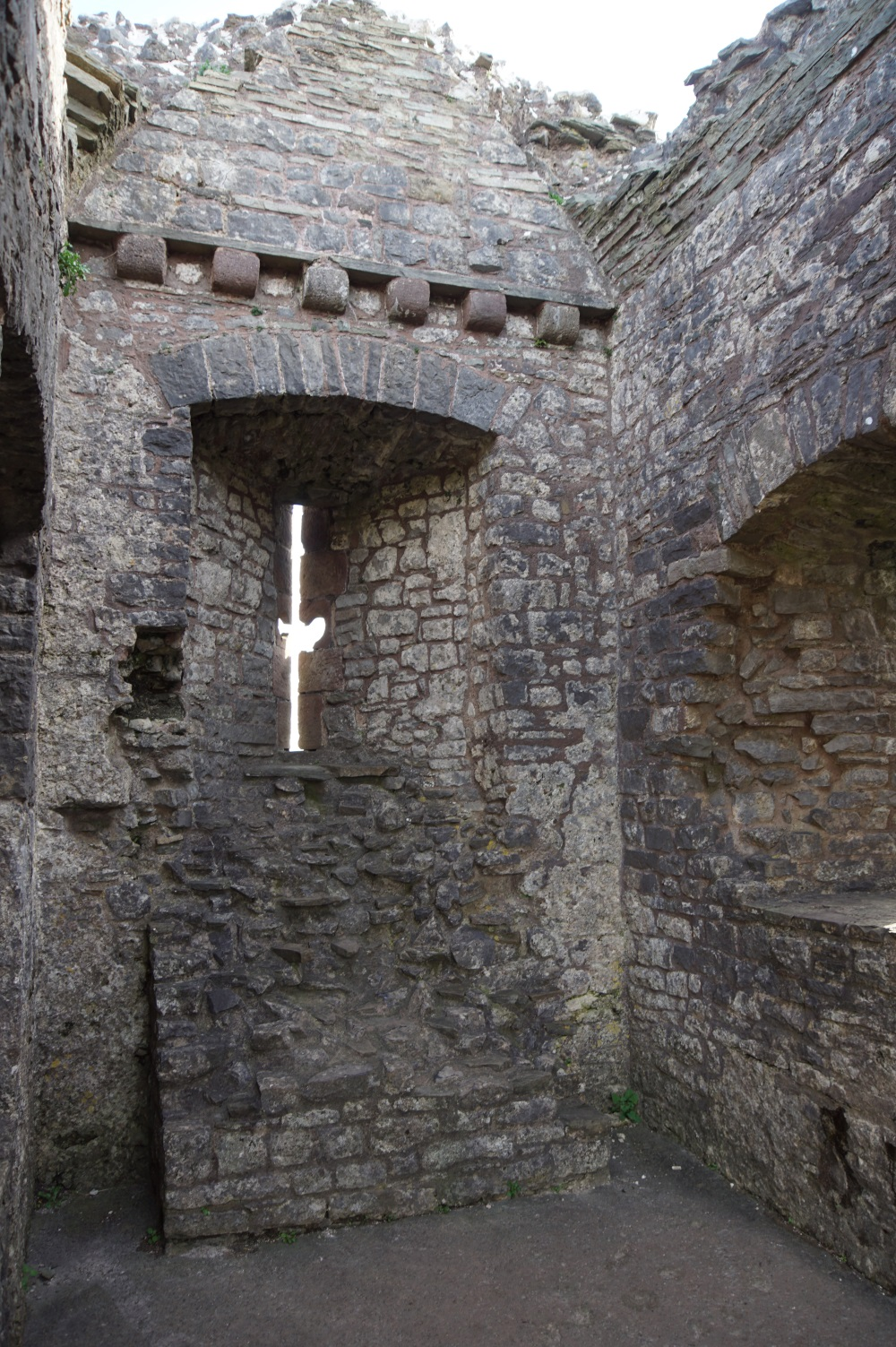
De kapel in de Chapel tower met de basis van het altaar.

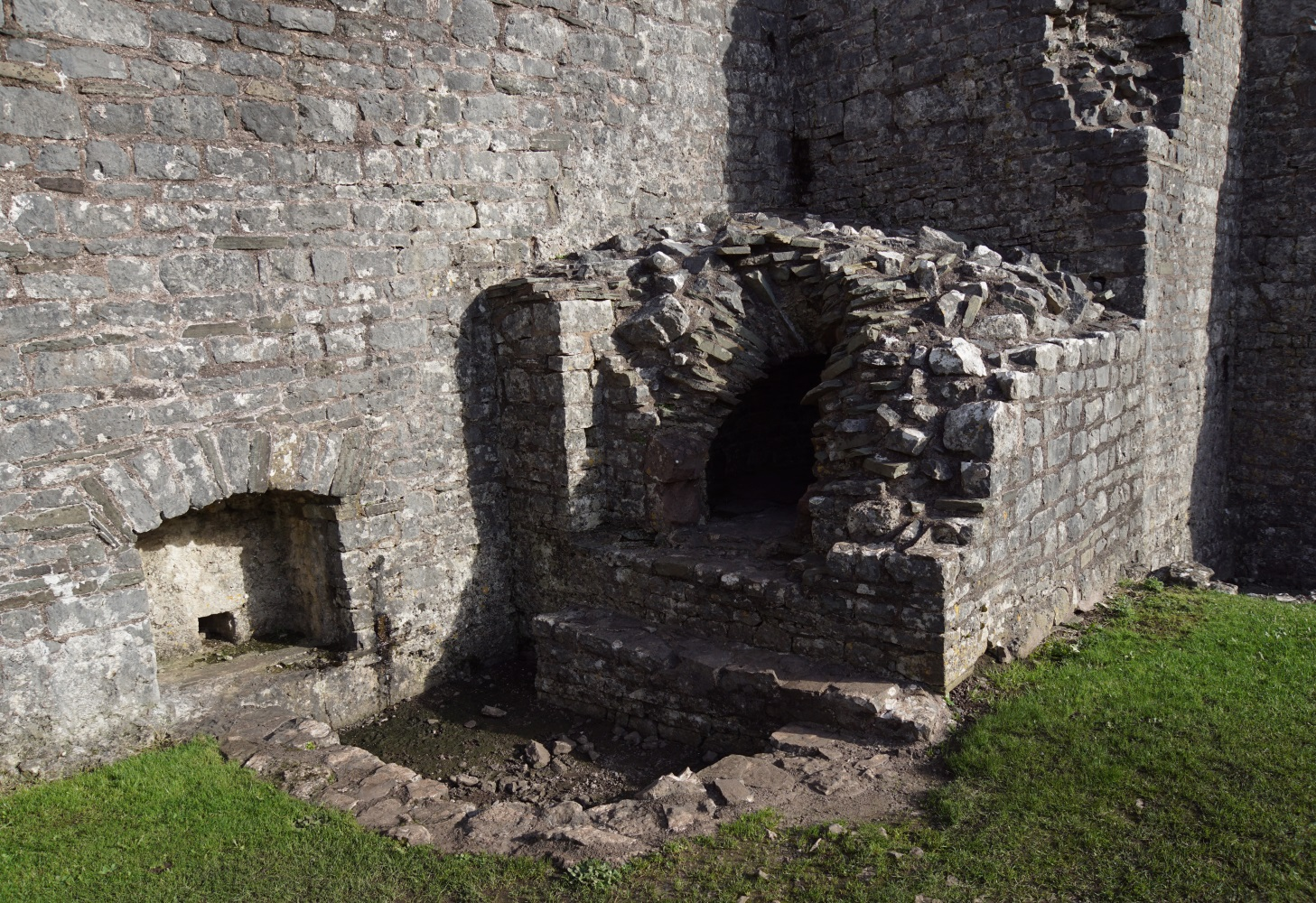
De oven naast het poortgebouw.

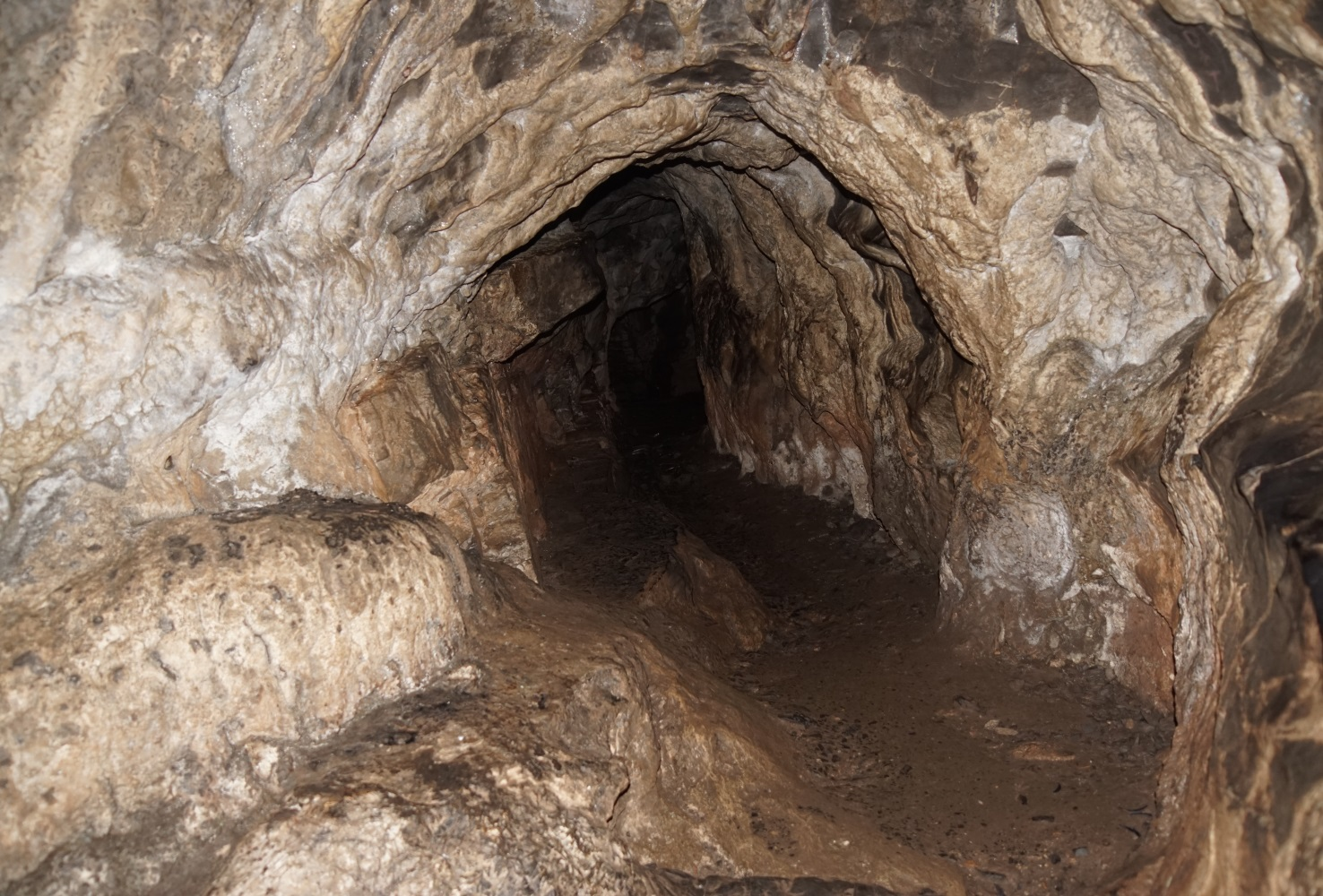
De in de rots uitgehakte tunnel die naar de grot leidt.

Carreg Cennen Castle (in Welsh Castell Carreg Cennen) is (de ruïne van) een laatdertiende-eeuws kasteel, uitkijkend over de vallei waarin de rivier de Cennen stroomt, iets ten oosten van Trap gelegen in het Nationaal park Brecon Beacons in de Welshe regio Carmarthenshire in Groot-Brittannië.

## Geschiedenis
Carreg Cennen Castle is gebouwd op een grote kalkstenen rots. In een grot in deze rots zijn menselijke resten gevonden, die wellicht prehistorisch zijn. In de ijzertijd bevond zich op de rots vermoedelijk een fort, getuige de vondst van Romeinse munten, maar van dat fort zijn in de moderne tijd geen sporen van te vinden.
Het vroegste kasteel op deze plaats  is vrijwel zeker het werk van de dynastie van Welshe prinsen waartoe Rhys ap Gruffudd, (Lord Rhys) behoorde. Lord Rhys bouwde ook de kastelen Cardigan Castle en Dinefyr Castle. De eerste referentie in een document stamt echter pas uit 1248 wanneer Rhys Fychan (overleden 1271), achterkleinzoon van Lord Rhys, het kasteel veroverde op de Engelsen. In 1277 werd het kasteel veroverd door Eduard I van Engeland in zijn eerste campagne tegen Llewelyn ap Gruffudd van Gwynedd (overleden 1282). In 1282 en 1287 werd het kasteel kortstondig terugveroverd.
In 1282-1283 rondde Eduard I zijn verovering van Wales af en schonk Carreg Cennen Castle in 1283 aan zijn loyale supporter John Giffard (overleden 1299), baron van Brimpsfield (Gloucestershire). Het huidige kasteel is hoogstwaarschijnlijk door de baron Giffard en zijn zoon John (overleden 1322) gebouwd, niet al te lang na 1284. Het kasteel is in drie fasen gebouwd: de inner ward, de barbacane tegen de voorzijde van het poortgebouw dat de inner ward ontsluit en de outer ward. De familie Giffard bleef eigenaar van Carreg Cennen Castle tot 1322, toen het kasteel aan hun vijanden de Despensers werd gegeven. Na Hugh le Despenser kwam het kasteel in handen van John of Gaunt (Jan van Gent) en daarna aan de kroon. Dit was toen zijn zoon als Hendrik IV van Engeland de troon besteeg. Tijdens de opstand van Owain Glyndŵr in de periode 1400-circa 1410 verdedigde  John Skidmore het kasteel totdat hij zich moest overgeven aan de opstandelingen waarbij de ommuring substantieel werd beschadigd. Tussen 1414 en 1421 werd er voor meer dan 500 pond aan schade hersteld.
Tijdens de Rozenoorlog (1455-1485) was Carreg Cennen Castle in handen van de Lancaster-aanhanger Gruffudd ap Nicholas (overleden 1460) totdat het kasteel in 1462 werd veroverd door de York-aanhangers Sir Richard Herbert van Coldbrook (overleden 1469) en Sir Roger Vaughan van Tretower (overleden 1471). In de zomer van 1462 werd vervolgens het kasteel door zo'n 500 man onder leiding van Sir Richard Herbert in een periode van vier maanden onbruikbaar gemaakt door de muren te slechten.
Het eigenaarschap van het kasteel ging via Sir Rhys ap Thomas over op de familie Vaughan en daarna over op de familie Cawdor van Golden Grove. In de late 18e eeuw werd het kasteel populair onder amateurarcheologen en artiesten, zo bezocht William Turner het kasteel in 1798. In de 19e eeuw begon de tweede graaf van Cawdor restauratiewerkzaamheden aan Carreg Cennen Castle. In 1932 kwam het kasteel in beheer van de staat. In de jaren zestig van de 20e eeuw werd het kasteel eigendom van de familie Morris, eigenaren van de boerderij Castell Farm bij het kasteel.

## Bouw
Carreg Cennen Castle is gebouwd op een kalkstenen klif van 91,5 meter hoog, uitkijkend over de vallei waar de rivier de Cennen doorheen stroomt.
Het kasteel is eind dertiende-eeuws, toen men gebruik maakte van een reeks verdedigingsmechanismen die elkaar omringden en versterkten in plaats van te vertrouwen op slechts één sterk punt. Het kasteel bestaat uit twee versterkingen: een inner ward en een outer ward. Beide hebben een min of meer rechthoekige plattegrond waarbij de inner ward in de zuidwestelijke hoek van de outer ward ligt. De outer ward is gebouwd ter verdediging van de zwakste zijdes van de inner ward. Deze outer ward heeft een toegang aan de oostelijke zijde. In de outer ward zijn de resten te zien van een kalkoven. Gebouwen als een smidse en stallen bevonden zich eveneens in de outer ward.
De inner ward is omgeven door een hoge ringmuur en is voorzien van uitstekende torens. De inner ward is bereikbaar aan de noordzijde via een helling naast een in de rotsen uitgehouwen greppel (wellicht gebruikt om regenwater op te vangen) die verdedigd werd door een barbacane en twee ophaalbruggen. De barbacane dateert uit de late dertiende of vroege veertiende eeuw en is een verdedigingselement dat niet wordt gevonden in andere kastelen in de regio. De eerste brug werd verdedigd door een kleine poorttoren en de tweede door de grote middle gate tower (middenpoort-toren). De tweede brug gaf toegang tot de inner ward via een poortgebouw van drie verdiepingen voorzien van twee poorten met valhek en twee massieve hoektorens, die aan de onderzijde verstevigd waren om het ondermijnen van de torens tegen te gaan. Deze constructie van het poortgebouw wordt ook gevonden in andere laatdertiende-eeuwse kastelen zoals Caerphilly Castle en Harlech Castle. Aan de oostzijde van de inner ward bevonden zich de woonvertrekken. Aan de zuid- en westzijde ligt de ringmuur direct op de rand van de klif. Tussen de ronde noordwestelijke toren en het poortgebouw bevond zich een oven van het type waarbij eerst een vuur werd ontstoken in de oven waarna de as werd verwijderd voordat er gebakken werd. Beide torens van het poortgebouw hebben zandstenen waterreservoirs om regenwater op te vangen. In de zuidelijke muur bevonden zich twee latrines met een afvoer naar de buitenzijde van het kasteel. De gebouwen aan de oostzijde bestonden van noord naar zuid op de eerste verdieping uit een keuken met grote haard, een grote hal met centraal een open haard, en twee privé-vertrekken voor de kasteelheer. Het zuidelijkste privé-vertrek staat bekend als de king's chamber (koningskamer) en is voorzien van een grote haard en grote ramen met uitzicht op de vallei en op de binnenplaats. In het midden van de oostelijke zijde van de inner ward staat de kleine chapel tower (de kapel-toren) met een vierkante plattegrond die uitsteekt in de outer ward en bereikbaar was via de grote hal of via de noordoostelijke toren. De chapel tower had de kapel op de tweede verdieping en vreemd genoeg was dit de enige kamer in de toren. De basis van het altaar is nog duidelijk zichtbaar. 
De noordoostelijke toren met twee verdiepingen (elk met haard en latrine) bevond zich naast de keuken en huisvestte hoogstwaarschijnlijk het garnizoen. De noordoostelijke toren controleerde de toegang tot de barbacane.
In de zuidoostelijke hoek van de inner ward leidt een trap door de basis van de zuidelijke steunbeer via een gewelfde tunnel uitgehakt in de rots naar een grot aan de rand van de klif ter hoogte van de kalkoven in de outer ward. In de dertiende eeuw is de uitgang aan de klifzijde voorzien van een muur. Het doel van de tunnel naar de grot is onduidelijk. De grot werd gebruikt als duiventil; wellicht is de gang uitgehouwen om deze potentieel zwakke plek van het kasteel te kunnen controleren. Belegeraars  zouden vanuit de grot de zuidelijke ringmuur van de outer ward hebben kunnen ondermijnen.

## Beheer
Carreg Cennen Castle wordt beheerd door Cadw.